# Millénium (film, 2009)
Ne doit pas être confondu avec Millénium : Les Hommes qui n'aimaient pas les femmes.
Pour les articles homonymes, voir Millenium.
Série Millénium
Millénium 2 : La Fille qui rêvait d'un bidon d'essence et d'une allumette
(2009)
Pour plus de détails, voir Fiche technique et Distribution.
Millénium ou Millénium, le film au Québec (Män som hatar kvinnor) est un thriller suédo-danois réalisé par Niels Arden Oplev et sorti en 2009.
C'est l'adaptation du premier volet de la trilogie littéraire Millenium de Stieg Larsson, best-seller international. Il est suivi de Millénium 2 : La Fille qui rêvait d'un bidon d'essence et d'une allumette, puis de Millénium 3 : La Reine dans le palais des courants d'air.
L'adaptation américaine Millénium : Les Hommes qui n'aimaient pas les femmes (The Girl with the Dragon Tattoo, 2011) du même roman et réalisée par David Fincher deux ans plus tard se rapproche beaucoup de cette version suédoise.

## Synopsis
Journaliste économique pour le magazine suédois Millenium, revue d'investigations sociales et économiques, Mikael Blomkvist est condamné pour diffamation. Écœuré par ce qu'il vient de subir, il veut prendre de la distance avec son métier et se reposer. Il est contacté par Henrik Vanger, un gros industriel pour relancer l'enquête non élucidée sur la disparition il y a quarante ans de sa nièce Harriet alors qu'elle était âgée de seize ans. Elle a probablement été assassinée. Quelqu'un se fait un malin plaisir de le rappeler à Vanger à chacun de ses anniversaires.
Dans le huis clos de l'île d'Hedeby, secondé par Lisbeth Salander, jeune femme rebelle et écorchée vive, placée sous tutelle et hackeuse hors pair, Mikael Blomkvist se plonge sans espoir dans les documents cent fois examinés, jusqu'au jour où une intuition lui fait reprendre un dossier. Cinq noms et cinq numéros, dont Lisbeth Salander, qui a pénétré illégalement dans l'ordinateur de Mikael, va trouver la signification qui avait échappé à tout le monde pendant un quart de siècle. Au gré des méandres des haines familiales et des scandales financiers, l'enquête ne fait que commencer.

## Fiche technique
- Titre original : Män som hatar kvinnor
- Titre français : Millénium
- Titre québécois : Millénium, le film
- Réalisation : Niels Arden Oplev
- Scénario : Nikolaj Arcel et Rasmus Heisterberg, d'après le roman Les Hommes qui n'aimaient pas les femmes de Stieg Larsson
- Décors : Niels Sejer
- Costumes : Cilla Rörby
- Photographie : Eric Kress
- Montage : Anne Østerud
- Musique : Jacob Groth
- Production : Søren Stærmose
- Sociétés de production : Yellow Bird, Music Box Films, Alliance Films, Lumiere et GAGA
- Société de distribution : Nordisk Film (Suède)
- Pays de production :  Suède et  Danemark
- Langue originale : suédois
- Durée : 152 minutes
- Dates de sortie :
  - Danemark, Suède : 27 février 2009
  - France : 13 mai 2009
  - Belgique : 20 mai 2009
  - Québec : 29 mai 2009
- Classification :
  - France : interdit en salles aux moins de 12 ans et à la télévision[réf. nécessaire]

## Distribution
- Noomi Rapace (VF : Julie Dumas) : Lisbeth Salander
- Michael Nyqvist (VF : Pierre-François Pistorio) : Mikael Blomkvist
- Sven-Bertil Taube (VF : Michel Paulin) : Henrik Vanger
- Peter Andersson (VF : Vincent Grass) : Maître Nils Bjurman
- Lena Endre (VF : Pauline Larrieu) : Erika Berger
- Peter Haber (VF : Pierre Forest) : Martin Vanger
- Marika Lagercrantz (VF : Monique Nevers) : Cecilia Vanger
- Ingvar Hirdwall (VF : Richard Leblond) : Dirch Frode
- Gösta Bredefeldt (VF : Marc Moro) : Harald Vanger
- Björn Granath (VF : Pierre Dourlens) : Morell
- Ewa Fröling (VF : Anne Canovas) : Harriet Vanger âgée
- Julia Sporre : Harriet Vanger jeune
- Stefan Sauk (VF : Tony Joudrier) : Wennerström
- Gunnel Lindblom (VF : Chantal Ravalec) : Isabella Vanger
- Willie Andreason (VF : Jacques Brunet) : Birger Vanger
- Tomas Köhler (VF : Philippe Bozo) : Plague
- Michalis Koutsogiannakis (VF : Philippe Dumond) : Dragan Armanskij
- Annika Hallin (VF : Anne Le Youdec) : Annika Giannini
- Per Oscarsson : Holger Palmgren
- Sofia Ledarp (VF : Julie Cavanna) : Malou Erikson
- Georgi Staykov (VF : Patrick Messe) : Alexander Zalachenko
- Reuben Sallmander (VF : Laurent Larcher) : Enrico

Source et légende : version française (VF) sur AlloDoublage

## Bande originale
Sauf indication contraire, les informations mentionnées dans cette section peuvent être confirmées par le générique de fin de l'œuvre audiovisuelle présentée ici, ainsi que par la base de données cinématographiques IMDb,  présente dans la section « Liens externes ».
- Ljus I Varje Hjärta de Misen Groth (da).
- Barnens Dag Marsch de Peter Schultz.
- Eccomi Qui de Sara Indrio et The Filin Project.
- Rabbits In Russia  par Kenneth Bager (en).

Musiques non mentionnées dans le générique
Par Jacob Groth (en) :
- Warning Cry, durée : 4 min 15 s.
- Evil Men, durée : 4 min 48 s.
- Mother and Daughter, durée : 2 min 2 s.
- Moving, durée : 2 min 56 s.
- For Harriet, durée : 5 min 50 s.
- Dark Mind, durée : 1 min 59 s.
- The Start, durée : 3 min 32 s.
- Rape, durée : 1 min 43 s.
- Secrets, durée : 4 min 36 s.
- Heavy Burden, durée : 2 min 39 s.
- Would Anybody Die for Me, durée : 4 min 3 s.
- Endings, durée : 4 min 38 s.
- Salander, durée : 2 min 10 s.

## Accueil

### Accueil critique
Sur l'agrégateur américain Rotten Tomatoes, le film récolte 85 % d'opinions favorables pour 188 critiques. Sur Metacritic, il obtient une note moyenne de 76⁄100 pour 36 critiques.
En France, le site Allociné propose une note moyenne de 3,4⁄5 à partir de l'interprétation de critiques provenant de 25 titres de presse.

## Distinctions

### Récompenses
- British Academy Film Awards 2011 : British Academy Film Award du meilleur film en langue étrangère
- Satellite Awards 2010 : meilleure actrice dans un film dramatique pour Noomi Rapace
- New York Film Critics Circle 2010 : meilleure révélation pour Noomi Rapace
- Guldbagge Awards 2010 : meilleure actrice pour Noomi Rapace
- Jupiter Awards 2010 : meilleure actrice pour Noomi Rapace
- Société des critiques de cinéma de Las Vegas 2010 : Prix Sierra du meilleur film en langue étrangère
- Alliance of Women Film Journalists 2011 : meilleure actrice dans un film d'action pour Noomi Rapace
- Empire Awards 2011 : meilleure actrice pour Noomi Rapace

### Nominations
- Prix du cinéma européen 2009 : meilleure actrice pour Noomi Rapace
- Prix Amanda 2009.
- Awards Circuit Community Awards 2010 : meilleure actrice pour Noomi Rapace
- Houston Film Critics Society 2010 : meilleure actrice pour Noomi Rapace
- Société des critiques de cinéma de Las Vegas 2010 : meilleure actrice pour Noomi Rapace
- St. Louis Film Critics Association 2010 : meilleure actrice pour Noomi Rapace
- Alliance of Women Film Journalists 2011 : meilleure révélation ainsi que Women's Image Award pour Noomi Rapace
- British Academy Film Awards 2011 :
  - British Academy Film Award de la meilleure actrice pour Noomi Rapace
  - British Academy Film Award du meilleur scénario adapté pour Nikolaj Arcel et Rasmus Heisterberg
- Critics' Choice Movie Awards 2011 : meilleure actrice pour Noomi Rapace
- London Critics' Circle Film Awards 2011 : actrice de l'année pour Noomi Rapace
- Saturn Awards 2011 :
  - Saturn Award du meilleur film international
  - Saturn Award de la meilleure actrice pour Noomi Rapace

## Comparaison avec le roman d'origine
Dans le film, plusieurs indices technologiques inscrivent l'action à une époque plus récente que dans le livre. C'est notamment le cas de l'équipement informatique de Mikael Blomkvist et de Lisbeth Salander. Publié en 2006, pour la traduction française, le roman met Lisbeth Salander en possession d'un ordinateur de marque Apple antérieur à cette date. Dans le film, Mikael Blomkvist et Lisbeth Salander utilisent tous deux des MacBook Pro d'une gamme postérieure de deux ans au décès de l'auteur. Par ailleurs, au cours de l'une des dernières scènes, lorsque Mikael rédige son article sur Hans Erik Wennerström, un gros plan sur l'écran fait apparaître l'icône du logiciel Microsoft Word 2008 pour Mac, icône et logiciel qui n'existaient pas lorsque Stieg Larsson a écrit sa trilogie. Au tout début du film, le cachet de la poste de la lettre qu'ouvre Henrik Vanger comporte la date de 2007.